# 브라이언 로퍼
브라이언 로퍼(Brian Roper, 1929년 8월 19일 ~ 1994년 5월 14일)는 영국의 배우, 텔레비전 배우이다.
잉글랜드 동커스터에서 태어났으며 프랑스 앙티브에서 사망하였다. 사인은 질병이다.

## 출연 작품
- 더 시크릿 가든 (1949, The Secret Garden)
- Time Gentlemen, Please! (1952)
- 잃어버린 세계 (1960)